# Osjotr
Osjotr (russisk: Осётр) er en flod i Tula og Moskva oblast i Rusland. Den er en højre biflod til Oka. Floden er 228 km lang, med et afvandingsområde på 3.480 km². Osjotr fryser til i november og er frosset over til første halvdel af april. Byen Zarajsk ligger ved Osjotr.
54°58′30″N 38°46′26″Ø / 54.975°N 38.7739°Ø